# József Batthyány
 József Batthyány (né le 30 juin 1727 à Vienne et mort le 23 octobre 1799 à Presbourg) est un cardinal hongrois.

## Biographie
József Batthyány fait partie d'une illustre famille autrichienne et hongroise. Il est nommé évêque de Transylvanie (Erdély, Siebenbürgen) en 1759. En 1760 il est nommé archevêque de Kalocsa et en 1776 d'Esztergom et primat du Hongrie. 
Le pape Pie VI le crée cardinal lors du consistoire du 1er juillet 1778 avec le titre de cardinal-prêtre de San Bartolomeo all'Isola. 
Mort peu après le pape Pie VI qui l'avait créé cardinal, József Batthyány mourut avant l'ouverture du conclave et n'a participé à aucun conclave.